# Monastère de Djvari
Le monastère de Djvari, ou Djvari (en géorgien : ჯვრის მონასტერი, ჯვარი) est un monastère orthodoxe géorgien du VIe siècle situé près de Mtskheta (patrimoine mondial de l'UNESCO), en Géorgie orientale. Le nom de l'édifice signifie littéralement « monastère de la Croix ». À ne pas confondre avec l'autre monastère de la Croix géorgien de Jérusalem.

## Histoire

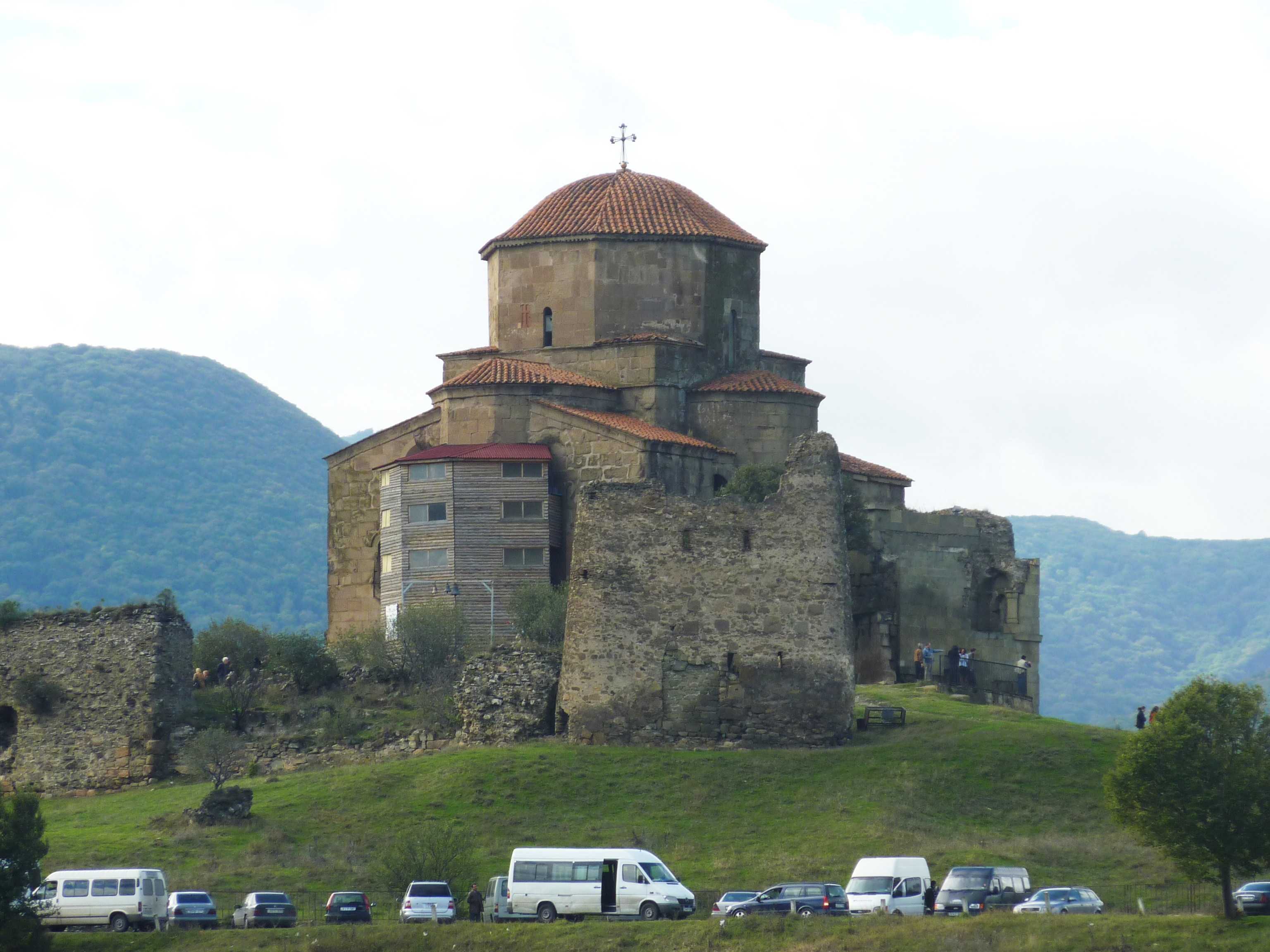
Le monastère de Djivari.

Le monastère de Djvari s'élève au sommet d'une montagne rocheuse au confluent de la Koura et de l'Aragvi, faisant face à la ville de Mtskheta, qui a jadis été la capitale du royaume d'Ibérie.
D'après les sources traditionnelles[Lesquelles ?], sainte Nino, l'évangéliste ayant converti le roi Mirian III d'Ibérie à la chrétienté, élève sur cette même location une grande croix de bois, à la place d'un temple païen. La croix aurait opéré des miracles et amène donc de nombreux pèlerins venant de tout le Caucase sur le site. Une petite église est érigée sur les restes de la croix de bois vers 545 et est nommée la « Petite église de Djvari ».
Le monument actuel, ou « Grande église de Djvari », est construit entre 586 et 605 par le prince-primat Stéphanos Ier d'Ibérie. L'importance du complexe de Djvari augmente à travers le temps et attire de nombreux pèlerins. À la fin du Moyen Âge, le complexe est fortifié par un mur en pierres et une porte, dont les ruines existent toujours. Durant la période soviétique, la structure est largement ignorée, en raison de l'accès rendu difficile par une forte sécurité de la base militaire locale. Après l'indépendance de la Géorgie, le monument est restauré pour activer l'utilisation religieuse. Djvari est listé avec d'autres monuments de Mtskheta en 1996 en tant que Patrimoine mondial de l'UNESCO.
Toutefois, à travers les siècles, les structures souffrent des dommages venant de la pluie, de l'érosion venteuse et d'un entretien négligé. Djvari est listé en 2004 dans la World Monuments Watch du Fonds mondial pour les monuments.

## Architecture
L'église de Djvari est un exemple de structure tétraconque (à quatre conques). Entre chaque conque, il y a des chapelles formées de trois-quarts de niche circulaire, communiquant avec l'espace central. La transition entre la travée de la cour et le dôme circulaire est effectué à l'aide de trois rangées de trompes. Le plan a un grand impact sur le développement futur de l'architecture géorgienne et sert de modèle pour d'autres églises non seulement en Géorgie mais également dans le reste de la Transcaucasie.
De nombreux bas-reliefs présentant une influence grecque ou sassanide décorent les façades extérieures, avec des descriptions en ancien onciale géorgien accompagnant certains de ces bas-reliefs. Le tympan de l'entrée sur la façade sud est orné de reliefs représentant la Glorification de la Croix et l'Ascension du Christ.

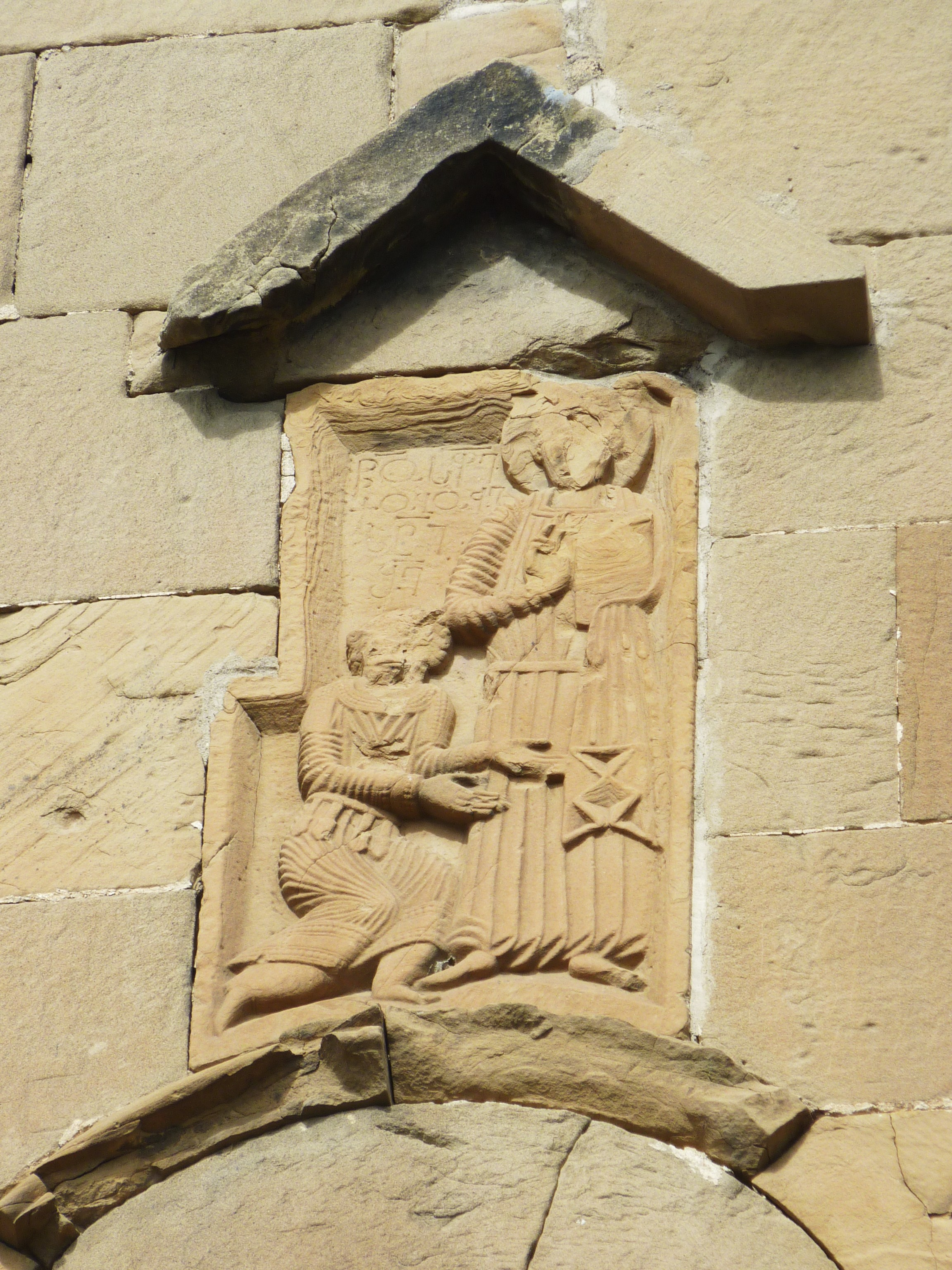
Sculpture sur le portail du monastère de Djvari
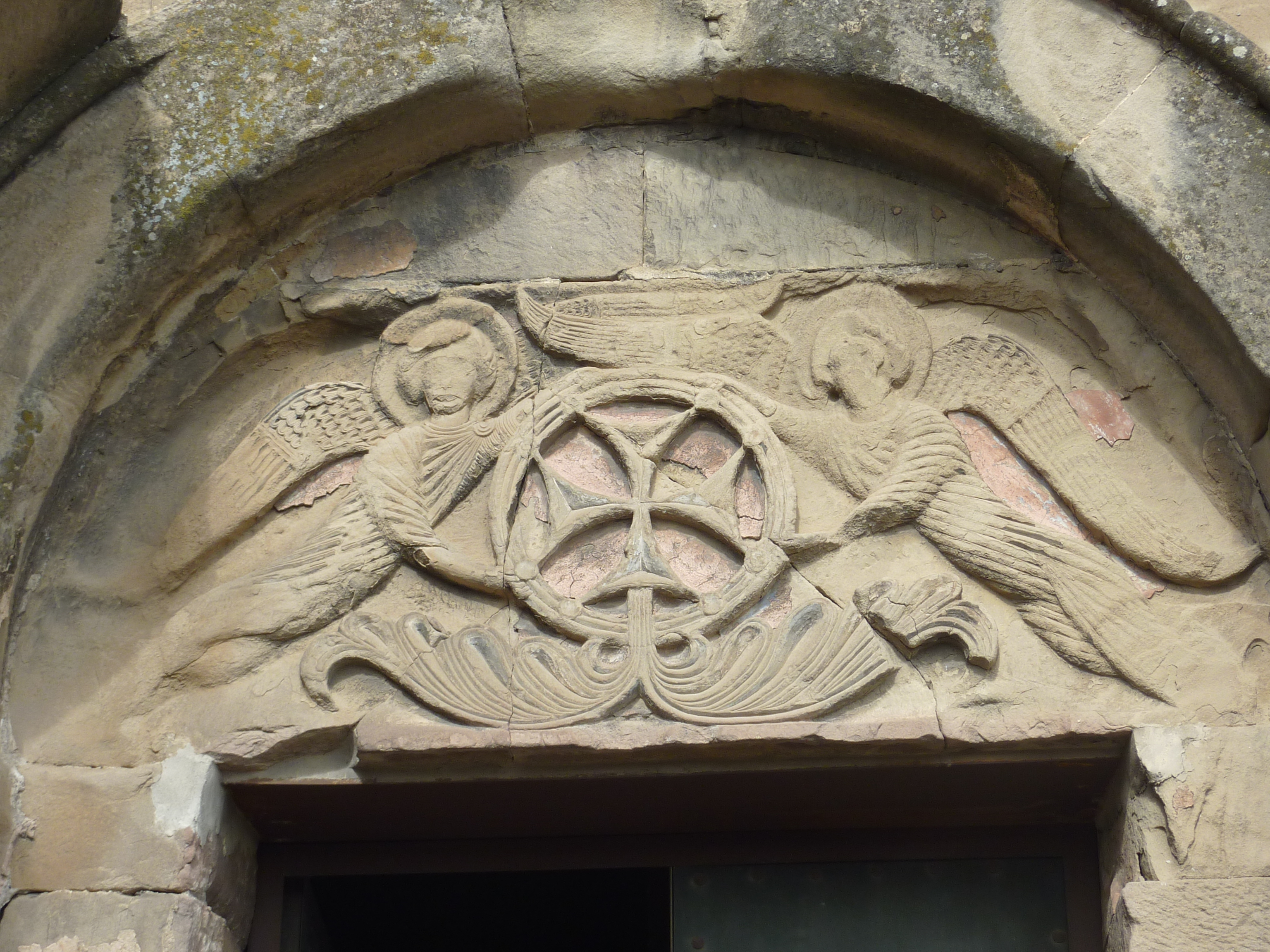
Croix géorgienne au-dessus de la porte d'entrée de l'église du monastère de Djvari
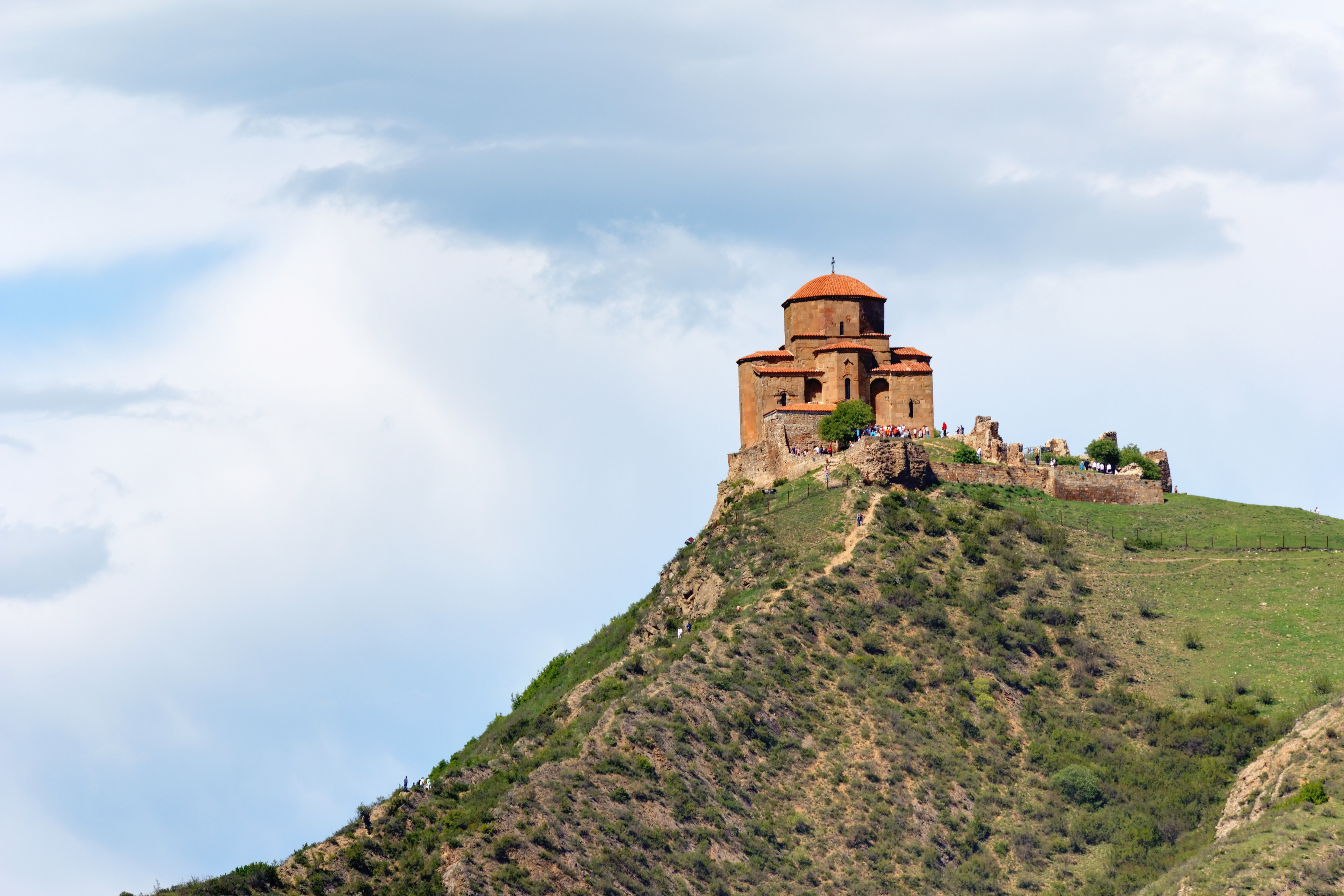
Vue d'ensemble. Mai 2014.
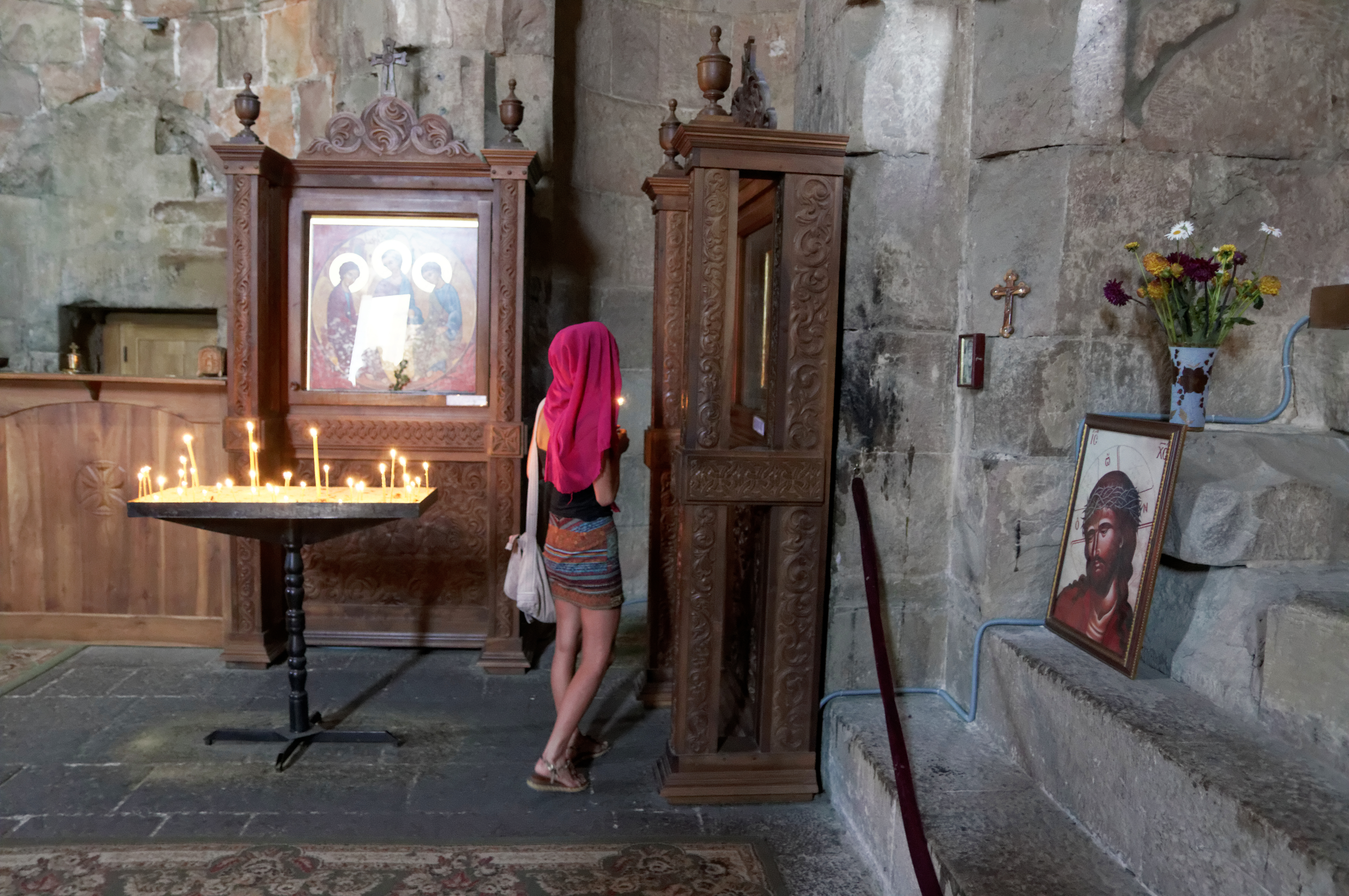
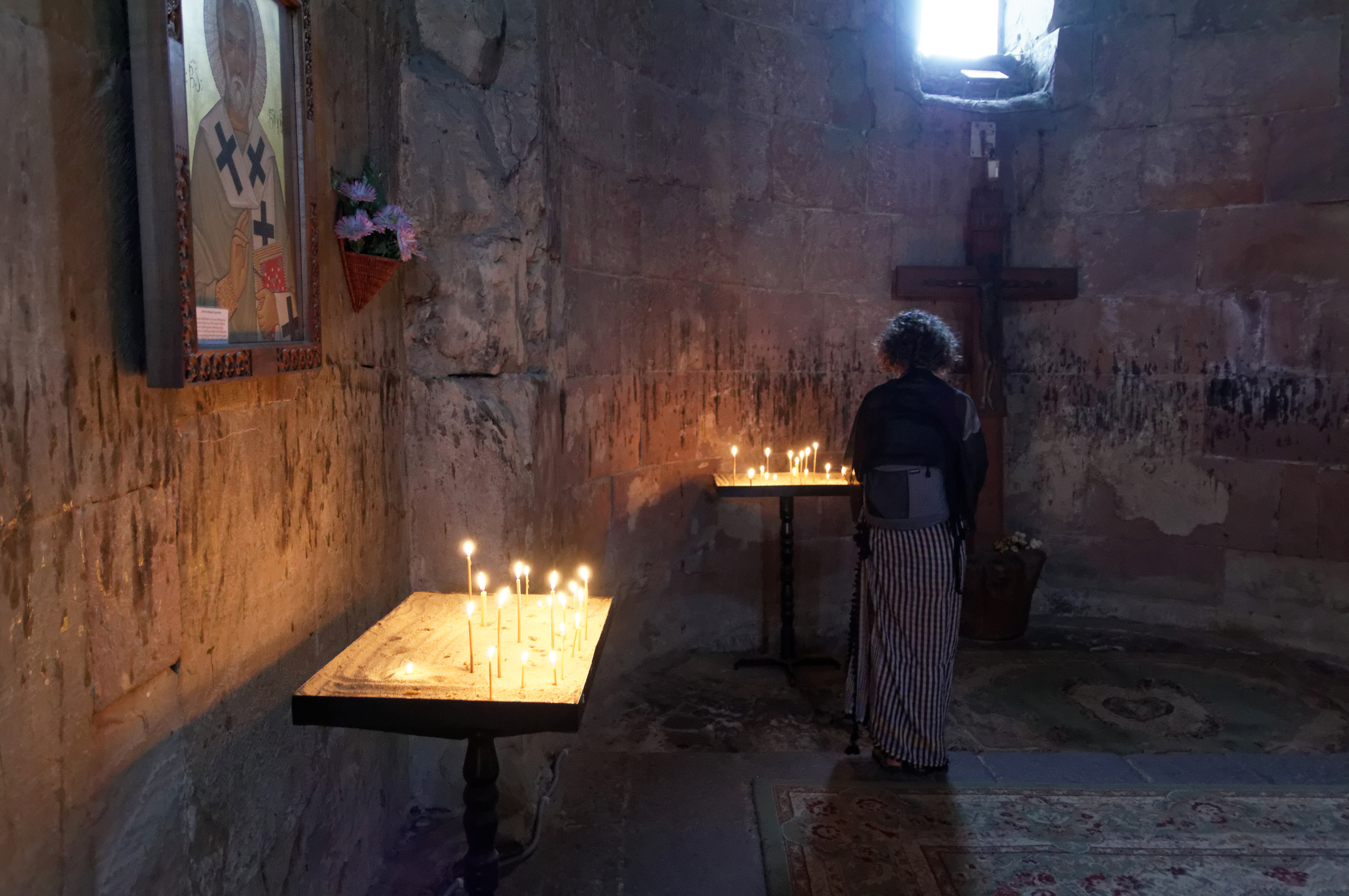

## Menaces
L'érosion joue un rôle important dans la détérioration du monastère, avec ses blocs de pierres se dégradant en raison du vent et des pluies acides.